# Let's Be Cops
Let's Be Cops és una pel·lícula del 2014 dirigida per Luke Greenfield i co-escrita amb Nicholas Thomas. La pel·lícula és protagonitzada per Jake Johnson i Damon Wayans, Jr.. És co-protagonitzada per Nina Dobrev, Rob Riggle, i Keegan-Michael Key. Es va estrenar el 13 d'agost de 2014.

## Argument
Tot comença quan dos amics es disfressen de policies per a una festa de disfressa i es converteixen en la sensació del barri. Però quan els dos nous "herois" es veuen embolicats en una xarxa veritable de bandes, hauran de posar les seves plaques falses en risc.

## Repartiment
- Jake Johnson és Ryan O'Malley
- Damon Wayans, Jr. és Justin Miller
- Rob Riggle és l'oficial patruller Segars
- Nina Dobrev és Josie
- James D'Arcy és Mossi Kasic
- Keegan-Michael Key és Pupa
- Andy García és el detectiu Brolin
- Jon Lajoie és Todd Connors
- Tom Mardirosian és Georgie
- Natasha Leggero és Annie
- Rebecca Koon és Lydia
- Joshua Ormond és Joey
- Nelson Bonilla és Pasha
- Jeff Chase és Leka
- Jwaundace Candece és JaQuandae
- Briana Venskus és Precious
- Alec Rayme és Misha
- Ron Caldwell és Ron